# Mușchiul lung extensor radial al carpului

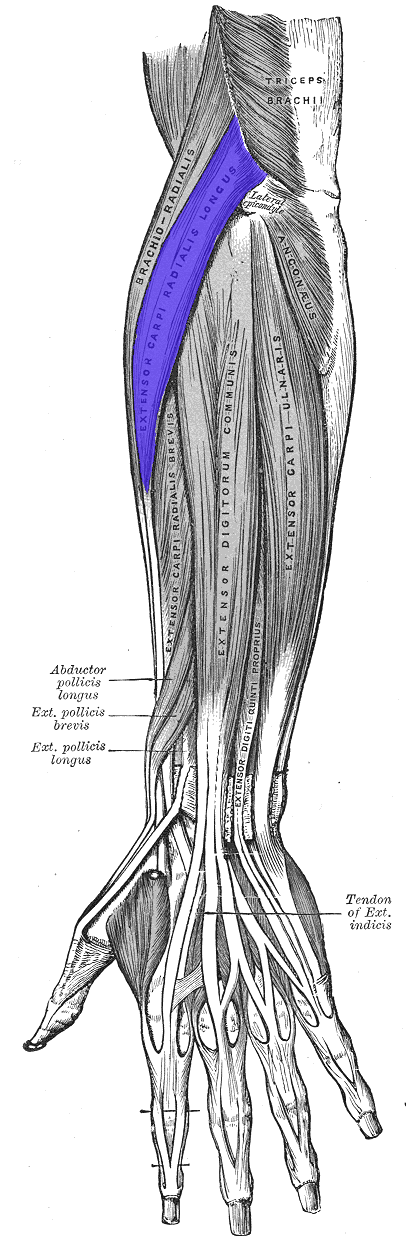
Mușchiul lung extensor radial al carpului (în albastru)

Mușchiul lung extensor radial al carpului (Musculus extensor carpi radialis longus) sau mușchiul extensorul lung radial al carpului, mușchiul extensor radial lung al carpului, mușchiul prim radial extern, primul radial extern este un mușchi lung fusiform cu un tendon foarte lung, așezat pe marginea externă a antebrațului. Este un mușchi superficial din grupul lateral de mușchi ai antebrațului, situat proximal sub mușchiul brahioradial.

## Inserții
Are originea pe porțiunea inferioară a crestei supracondiliene laterale a humerusului (Crista supraepicondylaris lateralis, care reprezintă treimea distală a marginii laterale a humerusului), dedesubtul originii mușchiului brahioradial (Musculus brachioradialis) și de pe septul intermuscular lateral al brațului (Septum intermusculare brachii laterale).
Corpul muscular se continuă de la jumătatea antebrațului cu un tendon foarte lung (cu o lungime care depășește pe cea a corpului muscular), ce coboară prin șanțul cel mai lateral de pe fața posterioară a epifizei inferioare a radiusului,  situat în imediata apropiere a procesului stiloid radial (Processus styloideus radii). La gâtul mâinii tendonul trece pe sub retinaculul extensorilor.
Tendonul se inseră pe partea radială (laterală) a feței posterioare a bazei metacarpianului II.

## Raporturi
Mușchiul acoperă articulația cotului, mușchiul scurt extensor radial al carpului (Musculus extensor carpi radialis brevis),  radiusul și articulația radiocarpiană. 
În partea superioară a antebrațului este acoperit parțial de mușchiul brahioradial (Musculus brachioradialis).
În partea inferioară a antebrațului este încrucișat superficial de tendoanele mușchiului abductor lung al policelui (Musculus abductor pollicis longus), mușchiului extensor scurt al policelui (Musculus extensor pollicis brevis) și mușchiului extensor lung al policelui (Musculus extensor pollicis longus).

## Acțiune
Este un puternic extensor și abductor al mâinii pe antebraț. 
Prin contracția sa, datorită traiectului fibrelor sale, devine și un slab flexor al antebrațului pe braț și contribuie la supinație.

## Inervația
Inervația provine din nervul radial (neuromer C6—C7).

## Vascularizația
Vascularizația este asigurată de artera radială (Arteria radialis), artera colaterală radială (Arteria collateralis radiali), artera recurentă radială (Arteria recurrens radialis).